# Luca Fancelli
Luca Fancelli (* um 1430 in Settignano; † um 1495) war ein Florentiner Baumeister.
Luca Fancelli wurde auf Empfehlung von Lorenzo il Magnifico dann auch Dombaumeister von Florenz. Der Dom wurde 1436 eingeweiht. Er war auch für den Herzogpalast in Mantua tätig.
Alfons von Aragon ließ sich von ihm seine Villa erbauen.